# Hendrik Verwoerd
Hendrik Frensch Verwoerd (Amsterdam, Països Baixos, 8 de setembre de 1901 - Ciutat del Cap, Sud-àfrica, 6 de setembre de 1966). Primer ministre de Sud-àfrica entre 1958 i 1966. Va ser un dels creadors del règim segregacionista de l'apartheid.
Va arribar amb la seva família des d'Amsterdam a la Unió Sud-africana l'any 1903. L'any 1937 es va afiliar al Partit Nacional al qual ràpidament va ascendir com un dels líders. Va optar per a la política del nacionalisme Afrikaner.
L'any 1948 el Partit Nacional guanya les eleccions i arriba al poder,  Daniel Malan esdevé primer ministre i Verwoerd senador. Dos anys després va ser nomenat ministre d'Afers Indígenes, i des d'aquest moment es va convertir en responsable de l'aprovació d'un dels grans paquets de mesures legislatives pro-apartheid.
Com a ministre va establir l'any 1953 el Departament d'Educació Bantu, i hi va crear un sistema totalment nou i separat per als estudiants no-blancs. El propòsit d'aquest sistema era preparar des de primerenca edat els africans no-blancs perquè acceptessin el seu rol de subordinació de cara als blancs.
Elegit cap del partit, el 1958 fou nomenat Primer Ministre. Sota el seu mandat l'apartheid evolucionà cap a l'anomenada política de desenvolupament separat. Aquesta apuntava específicament a fer que cadascun dels grups africans (bantu) es constituís en una nació amb el seu propi territori: és en aquell moment que es consolidà formalment el concepte de bantustan que perdura fins avui.
En funció de les noves prioritats incloses en l'agenda governamental, es decidí de dedicar el 13,7% del territori de Sud-àfrica (majoritàriament, les terres menys productives) per a aquests conglomerats, on havia de viure el 72% de la població del país. D'aquesta manera, les ciutats, les àrees industrials, i aquelles amb recursos minerals, eren totes reservades exclusivament per a l'ús i explotació per part dels blancs.
Durant el seu mandat va tenir lloc la Massacre de Sharpeville, un episodi de repressió policíaca contra els negres, ocorregut el 21 de març de 1960 a Sharpeville, un township (raval negre) de la ciutat de Vereeniging al Transvaal. La policia blanca va causar 69 morts i 178 ferits. En record de la massacre de Sharpeville, les Nacions Unides varen fer el 21 de març la jornada mundial de lluita contra la segregació racial.
Durant el seu govern, Sud-àfrica es va separar de la Commonwealth i es va transformar formalment en una república. Verwoerd va ser el responsable, com a Primer Ministre, de la sentència dictaminada pel seu ministre de Justícia, B. J. Vorster, que va condemnar a cadena perpètua el 1964 Nelson Mandela, líder del Congrés Nacional Africà, que havia estat declarat il·legal el 1960.
Fou assassinat el 6 de setembre de 1966 quan un mestís moçambiquès, Demetrio Tsafendas, el va apunyalar al Parlament Sud-africà, la ferida va posar fi a la seva vida.